# 木村捨雄
木村 捨雄（きむら すてお、1935年 - ）は、日本の教育学者。鳴門教育大学名誉教授。

## 人物
統計教育が元の専門であったが、後に「教育の情報化」というテーマにシフトしていき、教材開発を含めたIT教育の実践などの研究に対する実践や支援を行うようになってきている。

## 略歴
- 1986年 筑波大学電子情報工学系助教授
- 1987年 筑波大学情報工学系(教育情報科学)助教授
- 1988年 鳴門教育大学教育学部教授
- 1996年 鳴門教育大学学校教育学部教授
- 2001年 鳴門教育大学を退職、同大名誉教授
- 2002年 名城大学大学院総合学術研究科教授
- 2006年 名城大学人間学部教授
- 2007年 沖縄国際大学非常勤講師（鳴門教育大学特任教授）

| スタブアイコン | サブスタブ | この項目は、まだ閲覧者の調べものの参照としては役立たない、人物に関連した書きかけの項目です。この項目を加筆・訂正などしてくださる協力者を求めています（P:人物伝/PJ:人物伝）。 |